# 현과 타악기, 첼레스타를 위한 음악
현과 타악기, 첼레스타를 위한 음악, Sz . 106, BB 114는 헝가리 작곡가 버르토크의 가장 잘 알려진 작품 중 하나이다. 실내악 오케스트라 Basler Kammerorchester 의 10주년을 기념하기 위해 파울 자허가 의뢰한 곡이다.
작품은 지난 1월 스위스 바젤 에서 초연됐다. 1937년 1월 21일 자허가 지휘한 실내악 오케스트라가 연주했고 같은 해 유니버설 에디션 에서 출판했다.
제목에서 알 수 있듯이 이 작품은 현악기 (바이올린, 비올라, 첼로, 더블베이스 및 하프), 타악기 (실로폰, 작은 북, 심벌즈, 탐탐, 베이스 드럼 및 팀파니) 및 첼레스타로 작곡되었다. 앙상블에는 피아노도 들어가 있다. 내부의 해머 메커니즘으로 인해 타악기로도 분류된다(첼레스타 연주자는 4-핸드 악절 중에 피아노도 연주함). 버르토크는 현을 두 그룹으로 나누어 무대의 반대쪽에 대음적으로 배치해야 하며 특히 2악장과 4악장에서 대음 효과를 사용한다.

이 작품은 느린 1악장과 3악장, 빠른 2악장과 4악장으로 총 4악장이다. 모든 악장은 조표 없이 씌어졌다.
1. Andante tranquillo
2. Allegro
3. Adagio
4. Allegro molto